# Емил Теодор Кохер
Емил Теодор Кохер  , Берн, 25. август 1841 — 27. јул 1917, био је швајцарски хирург, један од пионира модерне физиолошке хирургије. Био је први хирург добитник Нобелове награде за физиологију или медицину 1909. године  за рад на физиологији, патологији и хирургији штитне жлезде.

## Биографија
Теодор Кохер је рођен 25. августа 1841. године у Берну, Швајцарска, као друго од шесторо деце Јакоба Александра Кохера (главног инжењера кантона Берн) и мајке Марије Кохер. Завршио је основну школу и гимназију као сјајан ученик у Бургдорфу, кантон Берн. И поред посебног интересовања за уметност и филологију у средњој школи, одлучио је да упише медицину. Студије медицине започео је 1858. године на Универзитету у Берну и завршио их са одличним успехом 1865. У пролеће 1865. Кохер путује у Цирих, где упознаје једног од очева модерне хирургије Теодора Билрота редовног професора хирургије на Универзитету у Цириху који је значајно је утицао на  њега. Већ годину дана касније, 1866. године промовисан је у доктора медицине. Убрзо након стицања дипломе, Кохер је кренуо на студијско путовање у посете водећим хируршким клиникама у Берлину, Лондону и Паризу 1865/66, где упознаје најзначајније представнике модерне хирургије Рудолфа Вирхова,, Бернхарда Лангенбека и Томаса Спенсера Велса (енгл. Thomas Spencer Wells). После повратка у Берн, Кохер је радио као асистент професора Алберта Ликеа на Хируршкој клиници Универзитета у Берну 1866. године, да би 1872. године био именован за редовног професора хирургије, где је радиo све до своје смрти 1917. 

## Каријера
Кохер је каријеру започео као асистент професора Алберта Ликеа на Хируршкој клиници Универзитета у Берну где је радио од 1866. до 1869. године. Сопствену ординацију отворио је 1869. године а 1872. године постаје редован професор на Универзитету у Берну. Свој научни рад започео је серијом чланака о хемостази услед уврнутих артерија. Његова хируршка каријера почиње  у тренутку промене традиционалних метода септичког лечења и увођењем нових асептичних метода. Један од његових најзначајнијих доприноса био је развој асептичног приступа хирургији што је значајно утицало на смањењење постоперативних инфекција. Објавио је више радова о асептичком третману и хирургији. Поред лечења рана и прелома, значајан део његовог рада представљала је и хирургија унутрашњих органа. Такође је развио низ хируршких инструмената, међу којима је и Кохерова стезаљка названа по њему, која се и данас користи. Каснији фокус његовог рада били су мозак и штитна жлезда. Спровео је опсежна истраживања о болестима штитне жлезде која су била кључна у описивању симптома и ефеката дисфункције штитне жлезде. Његов рад је поставио темеље за напредак у ендокринологији и хирургији штитне жлезде. Када је Кохер почео са операцијама на штитној жлезди, које су се углавном изводила уз потпуну тиреоидектомију (уклањања режња штитасте жлезде), то се сматрало ризичном процедуром. Неке процене наводе да је смртност од тироидектомије била чак 75% 1872. године. Применом савремених хируршких метода, попут асептичног третмана рана и минимизирања губитка крви, он је успео да смањи морталитет на мање од 0,5% до 1912. године. Истраживање штитасте жлезде донело је Кохеру Нобелову награду за физиологију или медицину 1909. године за његов рад на физиологији, патологији и хирургији штитне жлезде. Једно од његових главних дела био је и Уџбеник оперативне хирургије, објављен у шест издања и преведен на више језика. Његових 45 година рада као професора на универзитету обухвата и надзор над поновном изградњом чувене Универзитетске болнице у Берну, 249 научних чланака и књига, обука бројних лекара и лечење хиљаде пацијената. Био је ректор универзитета у Берну 1878. и 1903. године. Постао је председник Швајцарског удружења лекара и суоснивач Швајцарског друштва за хирургију 1913. године када јепостао и његов први председник. Дао је велики допринос у области примењене хирургије, неурохирургије, и посебно хирургије штитасте жлезде и ендокринологије. Област хирургије се радикално трансформисала за време његове каријере а у каснијем периоду хирургија ће се градити на темељима које је он створио.

## Почасти и награде
Добитник је Нобелова награде за физиологију или медицину 1909. године за његов рад на физиологији, патологији и хирургији штитне жлезде. Постао је почасни члан Краљевског колеџа хирурга (енгл. The Royal College of Surgeons, FRCS), 1900. године. Изабран је за председника Швајцарског лекарског друштва,  као и за председника Швајцарског друштва за хирургију. Изабран је и за председника Немачког друштва за хирургију, 1902. године.